# Jürgen Cavens
Pour les articles homonymes, voir Cavens.
Jürgen Cavens, né à Broechem le 19 août 1978 est un footballeur international belge. Attaquant de formation, il met un terme à sa carrière en juin 2014.
Pur produit de l'école des jeunes du Lierse, il explose véritablement durant la saison 1998-1999, lors de laquelle il remporte la coupe de Belgique. Il se distinguera spécialement lors de la finale en inscrivant deux buts contre son futur employeur, le Standard de Liège.
Son passage dans les rangs liégeois ne sera cependant pas une réussite mais lui donnera tout de même l'occasion de prester sous les couleurs de l'Olympique de Marseille dans le cadre d'un prêt.
Après plusieurs expériences infructueuses, il retourne en janvier 2008 dans son club formateur afin de l'aider à retrouver l'élite du football belge. Il y reste quatre ans mais son contrat n'est pas prolongé en juin 2012. Il rejoint alors Waasland-Beveren, néo-promu en première division, où il joue un an. Il part ensuite pour le Royal Cappellen Football Club, en Division 3. L'expérience est de courte durée, le joueur étant relégué dans le noyau B au début du mois de décembre et son contrat interrompu peu avant la fin de l'année
. Au début du mois de janvier 2014, il rejoint les rangs du FCO Beerschot Wilrijk, en première provinciale. Il met un terme à sa carrière de joueur en fin de saison.
Jürgen Cavens a également été international belge. Il a honoré sa première sélection le 28 avril 1999 contre la Roumanie et a marqué son seul et unique but international en Lettonie, le 7 octobre 2000.